# Wahlkreis Chieri
Der Wahlkreis Chieri ist seit 2020 ein Wahlkreis (italienisch collegio elettorale) für die Wahl der Abgeordnetenkammer.

## Wahlkreisgebiet
| Wahlkreise – Camera dei deputati – Piemont | Wahlkreise – Camera dei deputati – Piemont  | Wahlkreise – Camera dei deputati – Piemont |
| Provinz                                    | Provinz                                     | Gemeinden nach Provinzen ⮞ Wahlkreis |
| ------------------------------------------ | ------------------------------------------- | --- |
|                                            | Metropolitanstadt Turin (312 Gemeinden)     | Teil Turins ⮞ Wahlkreis Turin – Circoscrizione 2 Teil Turins ⮞ Wahlkreis Turin – Circoscrizione 3 186 ⮞ Wahlkreis Chieri 22 ⮞ Wahlkreis Collegno 103 ⮞ Wahlkreis Moncalieri |
|                                            | Provinz Alessandria (187 Gemeinden)         | alle ⮞ Wahlkreis Alessandria |
|                                            | Provinz Asti (118 Gemeinden)                | alle ⮞ Wahlkreis Asti |
|                                            | Provinz Biella (74 Gemeinden)               | alle ⮞ Wahlkreis Vercelli |
|                                            | Provinz Cuneo (247 Gemeinden)               | 169 ⮞ Wahlkreis Cuneo 78 ⮞ Wahlkreis Asti |
|                                            | Provinz Novara (87 Gemeinden)               | 78 ⮞ Wahlkreis Novara 9 ⮞ Wahlkreis Vercelli |
|                                            | Provinz Verbano-Cusio-Ossola (74 Gemeinden) | alle ⮞ Wahlkreis Novara |
|                                            | Provinz Vercelli (82 Gemeinden)             | alle ⮞ Wahlkreis Vercelli |

Der Wahlkreis umfasst 186 Gemeinden der Metropolitanstadt Turin (Agliè, Ala di Stura, Albiano d’Ivrea, Alpette, Andezeno, Andrate, Arignano, Azeglio, Bairo, Balangero, Baldissero Canavese, Baldissero Torinese, Balme, Banchette, Barbania, Barone Canavese, Bollengo, Borgiallo, Borgofranco d’Ivrea, Borgomasino, Bosconero, Brandizzo, Brosso, Brozolo, Brusasco, Burolo, Busano, Cafasse, Caluso, Cambiano, Candia Canavese, Canischio, Cantoira, Caravino, Carema, Carmagnola, Casalborgone, Cascinette d’Ivrea, Castagneto Po, Castellamonte, Castelnuovo Nigra, Castiglione Torinese, Cavagnolo, Ceres, Ceresole Reale, Chialamberto, Chiaverano, Chieri, Chiesanuova, Chivasso, Ciconio, Cintano, Cinzano, Ciriè, Coassolo Torinese, Colleretto Castelnuovo, Colleretto Giacosa, Corio, Cossano Canavese, Cuceglio, Cuorgnè, Favria, Feletto, Fiano, Fiorano Canavese, Foglizzo, Forno Canavese, Frassinetto, Front, Gassino Torinese, Germagnano, Givoletto, Groscavallo, Grosso, Ingria, Isolabella, Issiglio, Ivrea, La Cassa, Lanzo Torinese, Lauriano, Lemie, Lessolo, Levone, Locana, Lombardore, Lombriasco, Loranzè, Lusigliè, Maglione, Marentino, Mathi, Mazzè, Mercenasco, Mezzenile, Mombello di Torino, Monastero di Lanzo, Montaldo Torinese, Montalenghe, Montalto Dora, Montanaro, Monteu da Po, Moriondo Torinese, Noasca, Nole, Nomaglio, Oglianico, Orio Canavese, Osasio, Ozegna, Palazzo Canavese, Parella, Pavarolo, Pavone Canavese, Pecetto Torinese, Perosa Canavese, Pertusio, Pessinetto, Pino Torinese, Piverone, Poirino, Pont-Canavese, Pralormo, Prascorsano, Pratiglione, Quagliuzzo, Quassolo, Quincinetto, Ribordone, Riva presso Chieri, Rivalba, Rivara, Rivarolo Canavese, Rivarossa, Robassomero, Rocca Canavese, Romano Canavese, Ronco Canavese, Rondissone, Rueglio, Salassa, Salerano Canavese, Samone, San Carlo Canavese, San Colombano Belmonte, San Francesco al Campo, San Giorgio Canavese, San Giusto Canavese, San Martino Canavese, San Maurizio Canavese, San Ponso, San Raffaele Cimena, San Sebastiano da Po, Santena, Scarmagno, Sciolze, Settimo Rottaro, Settimo Vittone, Sparone, Strambinello, Strambino, Tavagnasco, Torrazza Piemonte, Torre Canavese, Traversella, Traves, Usseglio, Val della Torre, Val di Chy, Valchiusa, Vallo Torinese, Valperga, Valprato Soana, Varisella, Vauda Canavese, Verolengo, Verrua Savoia, Vestignè, Vialfrè, Vidracco, Villanova Canavese, Villareggia, Villastellone, Vische, Vistrorio und Viù).

## Wahlergebnisse

### Parlamentswahl 2022
| Kandidaten                          | Kandidaten                     | Stimmen | %    | Listen                                                  | Stimmen | %    |
| ----------------------------------- | ------------------------------ | ------- | ---- | ------------------------------------------------------- | ------- | ---- |
|                                     | Alessandro Giglio Vignagewählt | 118.485 | 47,2 | Fratelli d’Italia                                       | 69.291  | 27,6 |
| Lega per Salvini Premier            | Alessandro Giglio Vignagewählt | 118.485 | 47,2 | 26.183                                                  | 10,4    |      |
| Forza Italia                        | Alessandro Giglio Vignagewählt | 118.485 | 47,2 | 20.656                                                  | 8,2     |      |
| Noi Moderati                        | Alessandro Giglio Vignagewählt | 118.485 | 47,2 | 2.355                                                   | 0,9     |      |
|                                     | Antonella Giordano             | 69.374  | 27,6 | Partito Democratico – Italia Democratica e Progressista | 48.009  | 19,1 |
| +Europa                             | Antonella Giordano             | 69.374  | 27,6 | 10.345                                                  | 4,1     |      |
| Alleanza Verdi e Sinistra           | Antonella Giordano             | 69.374  | 27,6 | 9.707                                                   | 3,9     |      |
| Impegno Civico – Centro Democratico | Antonella Giordano             | 69.374  | 27,6 | 1.313                                                   | 0,5     |      |
|                                     | Antonino Iaria                 | 26.097  | 10,4 | Movimento 5 Stelle                                      | 26.097  | 10,4 |
|                                     | Osvaldo Napoli                 | 20.796  | 8,3  | Azione – Italia Viva                                    | 20.796  | 8,3  |
|                                     | Aldo Querio Gianetto           | 6.511   | 2,6  | Italexit per l’Italia                                   | 6.511   | 2,6  |
|                                     | Vincenzo Valerio Donato        | 3.896   | 1,6  | Italia Sovrana e Popolare                               | 3.896   | 1,6  |
|                                     | Cadigia Ester Perini           | 3.594   | 1,4  | Unione Popolare                                         | 3.594   | 1,4  |
|                                     | Roberto Conedera               | 2.514   | 1,0  | Vita                                                    | 2.514   | 1,0  |
| Gesamt                              | Gesamt                         | 251.267 | 100  |                                                         | 251.267 | 100  |
|                                     |                                |         |      |                                                         |         |      |
| Ungültige Stimmen                   | Ungültige Stimmen              | 13.026  | 4,9  |                                                         |         |      |
| Wähler                              | Wähler                         | 264.293 | 67,0 |                                                         |         |      |
| Wahlberechtigte                     | Wahlberechtigte                | 394.376 |      |                                                         |         |      |
|                                     |                                |         |      |                                                         |         |      |
| Quelle: Innenministerium            |                                |         |      |                                                         |         |      |